# Колегіата святого Урсмара
Колегіальна церква Святого Урсмара в Бенші, колегіата Святого Урсмара або церква Мустьє-Сен-Марі, — колегіальна церква в місті Бенші в бельгійській провінції Ено. Це католицький храм, присвячений святому Урсмару де Лоббесу. Значною мірою готична будівля є пам'яткою архітектури, що охороняється з 1936 року.

## Історія
Колегіальна церква в Бенші є однією з найстаріших будівель у місті. Перша культова споруда, побудована в романському стилі, датується XII століттям. Це частина монастиря, присвяченого Діві Марії, який тоді називався «Мустьє Сен-Марі». Залишки цієї першої церкви можна побачити в нижній частині вежі, північній стіні хору та західній стороні нави.
1409 року світська капітула абатства Лобб переїхала до Бенша. Каноніки також взяли з собою мощі святого покровителя і першого абата Лоббса. Нова колегіальна церква названа ім'ям Святого Урсмара.
Протягом століть відбувалися різні реконструкції та розширення. У XVI столітті відбулася масштабна будівельна кампанія, під час якої хор і бічні каплиці, зокрема, були відремонтовані в стилі пізньої готики. 1552 року вежу було повністю реконструйовано. 1554 року костел і палац спустошила пожежа. 1622 року відреставровано наву, а 1682 року вежа отримала бароковий шпиль.
Основна реставрація будівлі почалася 1850 року, зокрема з встановленням нових вітражів. 1898 року П'єр Ланжерок добудував каплицю та ризницю з півночі.